# Palau Filek
El palau Filek de Sibiu és un monument històric i arquitectònic situat a la plaça gran de Sibiu. L'edifici es va construir el 1802, al lloc de la residència del governador del Principat de Transsilvània, que es va traslladar a Cluj. El 1872 l'edifici va ser comprat per l'Episcopat Evangèlic de Transsilvània, que va tornar així de Biertan a Sibiu.